# Folkets arkiv

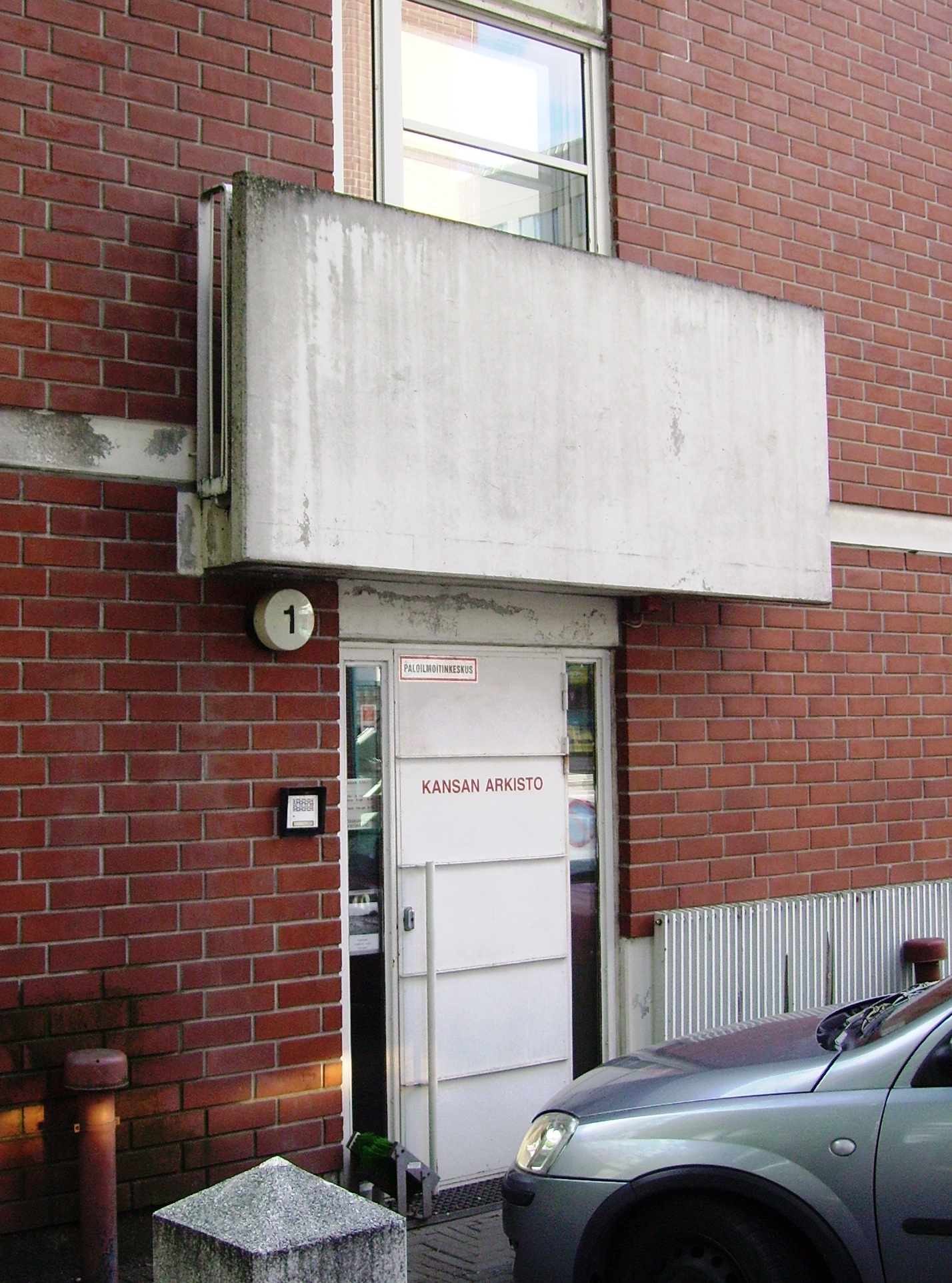
Folkets arkiv på Strömkarls gränd 1.

Folkets arkiv eller Folkarkivet (fi: Kansan arkisto) grundades 1957 i Helsingfors för att ta hand om den finska revolutionära vänsterns arkivalier. Arkivinstitutionen drivs av den folkdemokratiska arbetarrörelsen.
Folkets arkiv bevarar 4600 dokument från arbetarrörelsens olika organisationer. 1500 andra arkiv bevaras också. På köpet tillkommer även 3300 personarkiv. Omkring 900 000 fotografier bevaras på arkivet. Arkivinstitutionen omfattar även ett stort bibliotek.